# Okręglik
Okręglik [pronunciación en polaco: /ɔˈkrɛnɡlik/] (en casubio: Òkrãglëk) es un pueblo ubicado en el distrito administrativo de Gmina Brusy, dentro del Condado de Chojnice, Voivodato de Pomerania, en Polonia del norte. Se encuentra aproximadamente a 11 kilómetros al sur de Brusy, a 16 kilómetros al noreste de Chojnice, y a 87 kilómetros al suroeste de la capital regional Gdańsk.
El pueblo tiene una población de 28 habitantes.